# Cabo Morris Jesup
El cabo Morris Jesup (en danés: Kap Morris Jesup; en inglés: Cape Morris Jesup) es el punto más septentrional de la gran isla de Groenlandia y geográficamente del continente americano. Se encuentra a 709 km del Polo Norte.

## Historia
El explorador estadounidense Robert Peary llegó al cabo el 13 de mayo de 1900, creyendo que era el punto más septentrional de la tierra, lo que fue después desmentido, ya que se encuentra un poco más al norte de la no lejana isla Kaffeklubben, ella sí el punto más septentrional de la tierra. Lo nombró en reconocimiento de Morris Ketchum Jesup,  presidente desde 1881 del American Museum of Natural History de Nueva York, una de las entidades patrocinadoras de su expedición y también del Peary Arctic Club, también patrocinador

## Geografía
El cabo Morris Jesup es el punto más septentrional de Groenlandia continental, el punto más septentrional de cualquier continente y el punto terrestre más septentrional de la Tierra, a excepción de la pequeña isla de Kaffeklubben (y quizás algunas otras formaciones que pueden ser islas o simplemente bancos de arena temporales).
El cabo se encuentra a 708 kilómetros del Polo Norte geográfico. Se encuentra en la Tierra de Johannes V. Jensen, a unos 20 km al este de la desembocadura del fiordo Sands y al oeste de la bahía Constable. El cabo marca el límite entre el mar de Lincoln al oeste y el mar de Wandel al este. A unos 5 km al sureste del cabo hay un río que forma un pequeño delta que fluye desde los picos Mary Peary, parte de la cordillera Roosevelt al sur.

## Flora
Se han encontrado ejemplares de amapola ártica y saxífraga púrpura creciendo en el suelo fino y rocoso. El cabo Morris Jesup es prácticamente un desierto polar con veranos de aproximadamente 30 días. A pesar de estas condiciones extremadamente inhóspitas, estas dos pequeñas plantas con flores sobreviven a duras penas y persisten floreciendo durante las temperaturas bajas del verano, cercanas a los cero grados.